# 문경 대하리 소나무

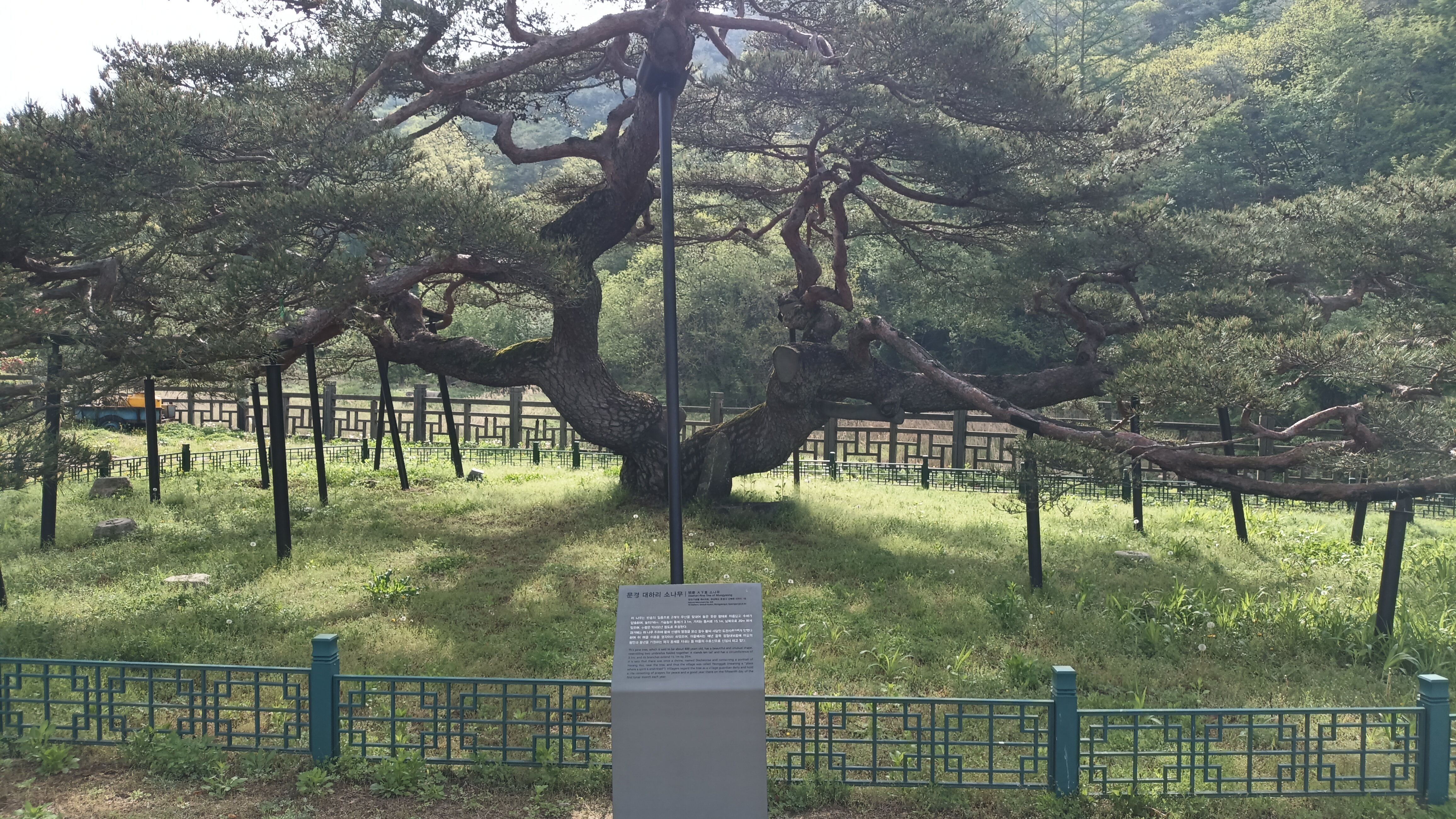
대한민국의 천연기념물 제426호 문경 대하리 소나무

문경 대하리 소나무는 대한민국 경상북도 문경시 산북면 대하리에 있는 소나무이다. 대한민국의 천연기념물 제426호로 지정되어 있다.